# Wialikaje Chonawa
Wialikaje Chonawa (biał. Вялікае Хонава; ros. Великое Хоново; pol. hist. Chonowo) – wieś na Białorusi, w obwodzie mohylewskim, w rejonie mohylewskim, w sielsowiecie Zawadskaja Słabada, nad Arlanką.
W pobliżu znajduje się przystanek kolejowy Chonawa, położony na linii Osipowicze – Mohylew.

## Historia
W XIX w. wieś i majątek ziemski należący do Martynowiczów. W okolicy ponadto leżały jeszcze dwie miejscowości o tej samej nazwie, z których jedna była własnością Chrapowickich, druga zaś Jaroszewskich. Do 1917 wszystkie Chonowa położone były w Rosji, w guberni mohylewskiej, w powiecie bychowskim. Następnie w granicach Związku Sowieckiego. Od 1991 w niepodległej Białorusi.